# گئورگی باباخین
گئورگی نیکولاویچ باباخین (به روسی: Гео́ргий Никола́евич Баба́кин) متولد ۱۳ نوامبر ۱۹۱۴ و درگذشته به تاریخ ۳ اوت ۱۹۷۱م، یک مهندس اهل شوروی بود.
گئورگی باباخین در برنامه‌های فضایی شوروی مشارکت داشت و از سال ۱۹۶۵م، تا زمان مرگش طراح ارشد دفتر طراحی لاوچکین بود. طراحی لونوخود ۱ که اولین سطح‌نورد کنترل از راه دور بود که می‌توانست آزادانه در سطح اجرام آسمانی حرکت کند، باعث شهرت وی شد. به گونه ای که علاوه بربخشی از شرکت هوافضا در روسیه که به افتخار وی نامگذاری شده، یک منطقه بر روی ماه و منطقه دیگری بر سطح مریخ به افتخار نام وی، باباخین نامیده می‌شوند.

## پیشینه
گئورگی نیکولاویچ باباخین سال ۱۹۱۶م، در اتحاد جماهیر شوروی سوسیالیستی به دنیا آمد. در رشته مهندسی پخش تحصیلات خود را به پایان رساند و در سال۱۹۳۰م، به استخدام شرکت تلفن مسکو درآمد. وی مدتی نیز با یک شبکه رادیوی محلی همکاری داشت. در سال ۱۹۴۳م، به استخدام
مؤسسه اتوماسیون (VSNITO) درآمد و تا سال ۱۹۴۹م، در مقام مهندس ارشد مشغول کار روی سامانه‌های هدف‌گیری رادار بود.
سپس در همان سال جذب برنامه فضایی شوروی شد و در مؤسسه علمی- پژوهشی شماره ۸۸ زیر نظر بوریس چتروک، در بخش توسعه موشک‌های زمین به هوا و سیستم‌های هدف‌گیری مشغول کار شد. در سال ۱۹۵۲م، باباخین و چند تن از همکارانش به منظور مقدمات ساخت موشکهای قاره‌پیما به مرکز لاوچکین منتقل شدند. در سال ۱۹۶۰م، شخص لاوچکین که مدیر مؤسسه بود و این مؤسسه به افتخار او نامگذاری شده‌است، در گذشت و مدیریت مؤسسه در معرض تغییراتی قرار گرفت و نهایتاً در سال ۱۹۶۵م، به شکل یک مؤسسه مستقل تجدید سازمان داده و گئورگی باباخین را در صدر بخش طراحی قرار داد. همزمان مسئولت برنامه سیاره پیمایی از سرگئی کارالیوف به باباخین منتقل شد. گئورگی باباخین شیوه مدیریت و ساخت و به خصوص آزمون قطعات را به طرز چشمگیری بهبود بخشید. تلاشهای باباخین با موفقیت برنامه لونا ۹ و ونرا-۴ به ثمر نشست و بهبودی امور آشکار شد. 
در تاریخ ۳ اوت ۱۹۷۱م، گئورگی باباخین پیش از رسیدن به سن ۵۷ سالگی و قبل از اتمام برنامه مریخ ۲ و مریخ ۳، در اثر حمله قلبی در گذشت. بعد از مرگ وی یک منطقه بر روی ماه و منطقه دیگری بر سطح مریخ به افتخار وی، باباخین نامگذاری شدند.